# Wilhelm Scherer
Pour les articles homonymes, voir Scherer.
Wilhelm Scherer, né le 26 avril 1841 à Schönborn (Commune de Göllersdorf, Empire d'Autriche), mort le 6 août 1886 à Berlin, est un germaniste autrichien. Il introduit la méthode positiviste dans les sciences de la littérature.